# レザ・ソクハンダン
レザ・エブラヒム・ソクハンダン（Reza Ebrahim Sokhandan、ペルシア語: رضا سخندان; 、1974年1月24日-）は、イラン出身の元サッカー副審。

## 概要
2002年から2019年までFIFA国際審判員リストのアシスタント レフリーであり、国際サッカーの試合を担当した。ソクハンダンは長年の間アリレザ・ファガニーの副審を務めた。

## 担当した主な国際大会

### FIFA
- FIFAクラブワールドカップ2012
- 2013 FIFA U-20ワールドカップ
- FIFAコンフェデレーションズカップ2017

### AFCチャンピオンズリーグ
- AFCアジアカップ2019

## Webリンク
- レザ・ソクハンダン - Soccerwayによる個人成績